# Robert Corillion
Robert J. Corillion, también llamado canónigo Corillion (26 de enero de 1908, Le Hanvec - 1997) fue un botánico francés.

## La Mayenne
En 1925, sigue a su padre al Departamento de Mayenne. De 1925 a 1928, fue alumno de la Escuela Normal de Laval, y de 1928 a 1931 fue institutor en Grez-en-Bouère. Se ordenó presbítero católico de la diócesis de Laval en 1938, siendo profesor de botánica en la Institución secundaria del Sagrado Corazón de Mayenne desde 1938 a 1951.

## Estudios científicos
En 1946, entró al Centre national de la recherche scientifique y, en 1955 obtuvo el doctorado en Ciencias del Estado. Profesor en la Facultad de Ciencias de la Universidad Católica del Oeste, en Angers en 1951, se convirtió en decano de la facultad dos veces, hasta su transformación en instituto. Científico Senior del CNRS (1956-1975), y honorario a partir de 1975, fue subdirector y luego director, en 1977, del Instituto de investigación fundamental y aplicada. Se desempeñó como presidente de Mayenne-Sciences, de 1960 a 1975 (entonces Pte. de honor), y de la Sociedad de investigación científica de Anjou de 1958 a 1971. Será también miembro del bureau de la Sociedad de Arqueología e Historia de Mayenne.

## Botánico
Publicó abundante literatura y estudios botánicos. Este eminente botánico, de renombre mundial, también colaboró con trabajos de cartografía de África. También se especializó en el estudio de algas de agua dulce, en particular de las charofíceas. Su gran obra fue la cartografía de la vegetación del macizo armoricano.

## Algunas publicaciones
Sus obras figuran en un folleto publicado por el Instituto para la investigación básica y aplicada de Angers en 1975 : Regards sur un siècle de recherches en Biologie végétale (Travaux et mémoires du Laboratoire de biologie végétale et de phytogéographie), por Robert Corillion, y la colaboración de Micheline Guerlesquin (1928-) y de Simone Lemoyne.
- La abreviatura «Corill.» se emplea para indicar a Robert Corillion como autoridad en la descripción y clasificación científica de los vegetales.[1]